# 不可妄称耶和华你神的名

“不可妄称耶和华你神的名”或譯「不可妄呼上主你天主的名」（[לֹא תִשָּׂא אֶת-שֵׁם-יהוה אֱלֹהֶיךָ לַשָּׁוְא] 错误：{{Lang}}：无效参数：|3=（帮助）），是犹太教和基督教中十诫的第二或第三诫（依据编号方式的不同）。
《出埃及记》20:7和《申命记》5:11载：
不可妄称耶和华你神的名，因为妄称耶和华名的，耶和华必不以他为无罪。（和合本）
不可妄呼上主你天主的名；因為凡妄呼他名的人，上主決不讓他們免受懲罰。（思高本）
根据这条诫命，第二圣殿时期犹太教在希腊化时期发展出一种禁忌，禁止发音念出神的名字雅威，因此用“阿多奈”（字面意思为“我的主”——参见阿多奈）代替发音。
在希伯来圣经中，这条诫命针对的是滥用神的名，而不是任何使用；希伯来圣经和新约圣经中有许多例子表明人们在起誓时以神的名作为保证，或者用来证明所宣告真理的可靠性。例如，《但以理书》和《启示录》中都记载了由神派遣的天使以神的名来证明启示的真实性。 神自己也曾用祂的名起誓（“我指着我的永生起誓……”），以保证通过先知预言的事件的确定性。

## 在犹太教中的意义

### 希伯来圣经
希伯来语意为“不可妄称”。其中，“妄称”一词源自（shav'，意为“虚空”、“虚妄之语”或“谎言”）；而“称”则源自（nasa'，意为“举起”、“背负”、“承受”或“拿起”），在此处以第二人称形式出现为。这一表达也被译为“不可滥用”或类似变体。
有学者认为，这条诫命针对的是伪证，因为以神的名起誓被视为承诺或声明真实性的保证。另一些学者则认为，其原意是禁止用神的名进行咒术的行为。
希伯来圣经中也提到，人们的虚伪行为以及对神言语或性情的错误代表会亵渎神的名。
关于“不可妄称”的对象是，即“耶和华你神的名”，明确指出诫命是反对对神名“雅威”的滥用。

### 古代背景
在古近东以及古典时代，誓言是一种通过神灵施加惩罚的条件性自我诅咒。《撒母耳记》多次提到人们用“我指着永生的耶和华起誓……”来强化声明或承诺。《耶利米书》还提到，人们虽然以神的名起誓，却是虚假的，导致神的名被亵渎。

### 实际运用
为了避免因意外滥用神的名而被定罪，犹太学者通常不在大多数情况下书写或发音神的圣名，而是使用替代词，如“阿多奈”（“主”）或“哈谢姆”（“这名字”）。 在英文圣经译本中，“阿多奈”通常被译为“主”（Lord），而表示四字神名的神圣名字“雅威”通常通过大写和小型大写的方式标记为“Lᴏʀᴅ”。
拉比约瑟夫·特鲁斯金（Joseph Telushkin）指出，这条诫命不仅仅是禁止随意提到神的名。他强调，“Lo tissa”的更直接翻译是“不可承载”，而不是“不可提取”，这一理解有助于人们明白为何这条诫命与“不可杀人”和“不可奸淫”等命令并列。
迈蒙尼德在《密什奈托拉》中列出的第一条诫命之一，是神圣化神的名的责任。 他认为，这条诫命的适用范围应尽可能广泛，因此他认为任何时候不必要地提及神的名都是被禁止的。犹太学者称之为“motzi shem shamayim lavatalah”（“徒然提及天堂的名”）。 为了避免无意间违反诫命而产生的罪责，犹太学者将禁令适用于神在圣经中出现的所有七个名字，而不仅仅是圣名，并确立了在提到神名时使用委婉语的规范。 在书写神名时，一种常见的做法是用替代字母或音节，避免直接书写神名，或以缩写的形式书写。正统犹太人甚至不会在祷告或宗教学习之外发音神的名字。对于神圣的名字（四字神名），他们从不发音，而是总以“阿多奈”（主）或“哈谢姆”（这名字）代替，有时也用“阿多谢姆”。
 愿祂伟大的名永远被祝福。 ——选自《卡迪什祷文》
《卡迪什祷文》是犹太祷告仪式中的一项重要祷文，其核心主题是颂扬和圣化神的名。 它与《示玛》和《十八祷文》一起，是犹太教礼仪中最重要和核心的祷文之一。

## 在基督教中的意义

### 在新约圣经中
在《登山宝训》中，耶稣教导说，人们的话语应该可靠，不应以神或祂的创造物起誓。 《雅各书》重申，只需简单说“是”或“不是”，守住诺言，“以免落入审判之中”。
根据《应用新约圣经注释》，在耶稣的时代，人们习惯于援引权威来验证承诺的真实性，这偏离了诫命的原意。 耶稣警告说，那些给予此类论点可信度的人是盲目和愚蠢的。
在《约翰福音》中，耶稣多次提到神名的力量，并宣称神的名为祂所有。这在不是真的情况下，被认为是亵渎神名。《约翰福音》记载了一次事件，当耶稣提到神的名后，一群人试图用石头打死祂。 祂自称为弥赛亚，并将自己与先知但以理提到的“人子”联系起来，这引发了众人认为祂亵渎神名，因而应当处死的激烈反应。
 耶稣对他们说：“天上地下所有的权柄都赐给我了。所以你们要去，使万民作我的门徒，奉父、子、圣灵的名给他们施洗。” ——《马太福音》28:18–19（新国际版）
耶穌便上前對他們說：「天上地下的一切權柄都交給了我，所以你們要去使萬民成為門徒，因父及子及聖神之名給他們授洗。——《瑪竇福音》28:18–19（思高本）
使徒保罗在其书信中偶尔提到神的名，宣称神是其动机纯正和与教会交往诚实的见证人。
《希伯来书》的作者回顾了神向亚伯拉罕的应许，以保证未完成的应许终将兑现。“人都是指着比自己大的起誓，并以起誓为实据，了结各样的争论。” 在神向亚伯拉罕的应许中，因神没有比自己更大的可以指着起誓，就指着自己起誓，保证祂的应许。
类似于《但以理书》中描述的事件，《启示录》中提到一位天使指着神起誓，以确认末世启示的真实性。

### 宗教改革及宗教改革后的教义
马太·亨利（Matthew Henry）将亵渎神名的行为归为五类：1）虚伪——表面上承认神的名，但生活却不符合这一信仰；2）违背约定——向神承诺却未能履行；3）鲁莽发誓；4）虚假发誓；5）轻率随意地使用神的名，如用于咒语、戏谑或玩笑。他指出，尽管人可能在这些问题上认为自己无罪，但诫命明确表明，神不会以有罪者为无罪。
路德宗杂志《路德见证》支持一般情况下不应发誓的观点，除非是“为荣耀神或造福邻舍”。该杂志认为，正确使用神的名包括法庭宣誓或宗教、政治领袖在就职时宣誓，其职责涉及对神和人的责任。
在《基督教要义》中，约翰·加尔文（John Calvin）讨论这一诫命时指出，宣誓是请求神作证自己所言为真，适当的宣誓是一种对神的崇拜，因为它意味着对神的信仰。当人类的证据不足时，人们会向神求助作为见证，因为神是唯一能揭示隐藏之事、洞察人心的。他认为虚假发誓会从观察者的角度剥夺神的真理，这是一件严重的事情。关于随意使用神的名，加尔文总结道：“记住，宣誓不是为激情或愉悦而设，而是为必要时使用。”他写道，神名的随意使用已经使公众的良知麻木，但诫命及其惩罚依然有效。